# WTA Tour 1998
Die WTA Tour 1998 (offiziell: Corel WTA Tour 1998) war der 28. Jahrgang der Damentennis-Turnierserie, die von der Women’s Tennis Association ausgetragen wird.
Der Grand Slam Cup und die Teamwettbewerbe Hopman Cup und Fed Cup sind nicht Bestandteil der WTA Tour. Hier werden sie dennoch aufgeführt, da die Spitzenspielerinnen auch diese Turniere in der Regel spielen.

## Turnierplan
| Kategorie          |
| ------------------ |
| Grand Slam         |
| Tour Championships |
| Tier I             |
| Tier II            |
| Tier III           |
| Tier IV            |

| Sonstige       |
| -------------- |
| Hopman Cup     |
| Fed Cup        |
| Grand Slam Cup |

### Erklärungen
Die Zeichenfolge von z. B. 128E/96Q/64D/32M hat folgende Bedeutung:

128E = 128 Spielerinnen spielen im Einzel

96Q = 96 Spielerinnen spielen die Qualifikation

64D = 64 Paarungen spielen im Doppel

32M = 32 Paarungen spielen im Mixed

### Januar
| Datum 1 | Turnier | Sieger(in)                          | Finalgegner(in)                       | Ergebnis       |
| ------- | --- | ----------------------------------- | ------------------------------------- | -------------- |
| 05.01.  | Hopman Cup Perth, Australien ITF - 900.000 $ Hartplatz                                                      | Karina Habšudová Karol Kučera       | Mary Pierce Cédric Pioline            | 2:1            |
| 05.01.  | Thalgo Australian Women’s Hardcourts Gold Coast, Australien Tier III – 164.250 $ Hartplatz – 30E/32Q/16D/8Q | Ai Sugiyama                         | Maria Vento                           | 7:5, 6:0       |
| 05.01.  | Thalgo Australian Women’s Hardcourts Gold Coast, Australien Tier III – 164.250 $ Hartplatz – 30E/32Q/16D/8Q | Jelena Lichowzewa Ai Sugiyama       | Park Sung-hee Wang Shi-ting           | 1:6, 6:3, 6:4  |
| 05.01.  | ASB Bank Classic Auckland, Neuseeland Tier IV – 107.500 $ Hartplatz – 32E/32Q/16D                           | Dominique van Roost                 | Silvia Farina                         | 4:6, 7:69, 7:5 |
| 05.01.  | ASB Bank Classic Auckland, Neuseeland Tier IV – 107.500 $ Hartplatz – 32E/32Q/16D                           | Nana Miyagi Tamarine Tanasugarn     | Julie Halard-Decugis Janette Husárová | 7:61, 6:4      |
| 12.01.  | ANZ Tasmanian International Hobart, Australien Tier IV – 107.500 Hartplatz – 32E/32Q/16D                    | Patty Schnyder                      | Dominique van Roost                   | 6:3, 6:2       |
| 12.01.  | ANZ Tasmanian International Hobart, Australien Tier IV – 107.500 Hartplatz – 32E/32Q/16D                    | Virginia Ruano Pascual Paola Suárez | Julie Halard-Decugis Janette Husárová | 7:66, 6:3      |
| 12.01.  | adidas International Sydney, Australien Tier II – 342.500 $ Hartplatz – 28E/32Q/16D/8Q                      | Arantxa Sánchez Vicario             | Venus Williams                        | 6:1, 6:3       |
| 12.01.  | adidas International Sydney, Australien Tier II – 342.500 $ Hartplatz – 28E/32Q/16D/8Q                      | Martina Hingis Helena Suková        | Katrina Adams Meredith McGrath        | 6:1, 6:2       |
| 19.01.  | Australian Open Melbourne, Australien Grand Slam – 3.217.298 $ Hartplatz – 128E/64Q/64D/32M                 | Martina Hingis                      | Conchita Martínez                     | 6:3, 6:3       |
| 19.01.  | Australian Open Melbourne, Australien Grand Slam – 3.217.298 $ Hartplatz – 128E/64Q/64D/32M                 | Martina Hingis Mirjana Lučić        | Lindsay Davenport Natallja Swerawa    | 6:4, 2:6, 6:3  |
| 19.01.  | Australian Open Melbourne, Australien Grand Slam – 3.217.298 $ Hartplatz – 128E/64Q/64D/32M                 | Venus Williams Justin Gimelstob     | Helena Suková Cyril Suk               | 6:2, 6:1       |

### Februar
| Datum 1 | Turnier | Sieger                           | Finalgegner                           | Ergebnis       |
| ------- | --- | -------------------------------- | ------------------------------------- | -------------- |
| 02.02.  | Toray Pan Pacific Open Tokio, Japan Tier I – 926.250 $ Teppich (Halle) – 28E/32Q/16D                          | Lindsay Davenport                | Martina Hingis                        | 6:3, 6:3       |
| 02.02.  | Toray Pan Pacific Open Tokio, Japan Tier I – 926.250 $ Teppich (Halle) – 28E/32Q/16D                          | Martina Hingis Mirjana Lučić     | Lindsay Davenport Natallja Swerawa    | 7:5, 6:4       |
| 09.02.  | Open Gaz de France Paris, Frankreich Tier II – 450.000 $ Teppich (Halle) – 28E/32Q/16D                        | Mary Pierce                      | Dominique van Roost                   | 6:3, 7:5       |
| 09.02.  | Open Gaz de France Paris, Frankreich Tier II – 450.000 $ Teppich (Halle) – 28E/32Q/16D                        | Sabine Appelmans Miriam Oremans  | Anna Kurnikowa Larisa Neiland         | 1:6, 6:3, 7:63 |
| 16.02.  | Copa Colsanitas Bogotá, Kolumbien Tier IV – 107.500 $ Sandplatz (rot) – 32E/29Q/16D                           | Paola Suárez                     | Sonya Jeyaseelan                      | 6:3, 6:4       |
| 16.02.  | Copa Colsanitas Bogotá, Kolumbien Tier IV – 107.500 $ Sandplatz (rot) – 32E/29Q/16D                           | Janette Husárová Paola Suárez    | Melissa Mazzotta Jekaterina Syssojewa | 3:6, 6:2, 6:3  |
| 16.02.  | Faber Grand Prix Hannover, Deutschland Tier II – 450.000 $ Teppich (Halle) – 28E/32Q/16D                      | Patty Schnyder                   | Jana Novotná                          | 6:0, 2:6, 7:5  |
| 16.02.  | Faber Grand Prix Hannover, Deutschland Tier II – 450.000 $ Teppich (Halle) – 28E/32Q/16D                      | Lisa Raymond Rennae Stubbs       | Jelena Lichowzewa Caroline Vis        | 6:1, 6:74, 6:3 |
| 23.02.  | Generali Ladies Tennis Grand Prix Linz, Österreich Tier II – 450.000 $ Teppich (Halle) – 28E/32Q/16D/8Q       | Jana Novotná                     | Dominique van Roost                   | 6:1, 7:62      |
| 23.02.  | Generali Ladies Tennis Grand Prix Linz, Österreich Tier II – 450.000 $ Teppich (Halle) – 28E/32Q/16D/8Q       | Alexandra Fusai Nathalie Tauziat | Anna Kurnikowa Larisa Neiland         | 6:3, 3:6, 6:4  |
| 23.02.  | IGA Tennis Classic Oklahoma City, Vereinigte Staaten Tier III – 164.250 $ Hartplatz (Halle) – 30E/32Q//16D/8Q | Venus Williams                   | Joannette Kruger                      | 6:3, 6:2       |
| 23.02.  | IGA Tennis Classic Oklahoma City, Vereinigte Staaten Tier III – 164.250 $ Hartplatz (Halle) – 30E/32Q//16D/8Q | Serena Williams Venus Williams   | Cătălina Cristea Kristine Kunce       | 7:5, 6:2       |

### März
| Datum 1 | Turnier | Sieger                              | Finalgegner                              | Ergebnis      |
| ------- | --- | ----------------------------------- | ---------------------------------------- | ------------- |
| 02.03.  | State Farm Evert Cup Indian Wells, Vereinigte Staaten Tier I – 1.250.000 $ Hartplatz – 56E/32Q/28D/8Q               | Martina Hingis                      | Lindsay Davenport                        | 6:3, 6:4      |
| 02.03.  | State Farm Evert Cup Indian Wells, Vereinigte Staaten Tier I – 1.250.000 $ Hartplatz – 56E/32Q/28D/8Q               | Lindsay Davenport Natallja Swerawa  | Alexandra Fusai Nathalie Tauziat         | 6:4, 2:6, 6:4 |
| 16.03.  | The Lipton Championships Miami, Vereinigte Staaten Tier I – 1.900.000 $ Hartplatz – 96E/64Q/48D                     | Venus Williams                      | Anna Kurnikowa                           | 2:6, 6:4, 6:1 |
| 16.03.  | The Lipton Championships Miami, Vereinigte Staaten Tier I – 1.900.000 $ Hartplatz – 96E/64Q/48D                     | Martina Hingis Jana Novotná         | Arantxa Sánchez Vicario Natallja Swerawa | 6:2, 3:6, 6:3 |
| 30.03.  | Family Circle Magazine Cup Hilton Head Island, Vereinigte Staaten Tier I – 926.250 $ Sandplatz (grün) – 56E/32Q/28D | Amanda Coetzer                      | Irina Spîrlea                            | 6:3, 6:4      |
| 30.03.  | Family Circle Magazine Cup Hilton Head Island, Vereinigte Staaten Tier I – 926.250 $ Sandplatz (grün) – 56E/32Q/28D | Conchita Martínez Patricia Tarabini | Lisa Raymond Rennae Stubbs               | 3:6, 6:4, 6:4 |

### April
| Datum 1 | Turnier | Sieger                              | Finalgegner                            | Ergebnis        |
| ------- | --- | ----------------------------------- | -------------------------------------- | --------------- |
| 06.04.  | Bausch & Lomb Championships Amelia Island, Vereinigte Staaten Tier II – 450.000 $ Sandplatz (grün) – 56E/26Q/28D | Mary Pierce                         | Conchita Martínez                      | 6:78, 6:0, 6:2  |
| 06.04.  | Bausch & Lomb Championships Amelia Island, Vereinigte Staaten Tier II – 450.000 $ Sandplatz (grün) – 56E/26Q/28D | Sandra Cacic Mary Pierce            | Barbara Schett Patty Schnyder          | 7:65, 4:6, 7:65 |
| 13.04.  | Japan Open Tokio, Japan Tier III – 164.250 $ Hartplatz – 30E/32Q/16D/8Q                                          | Ai Sugiyama                         | Corina Morariu                         | 6:3, 6:3        |
| 13.04.  | Japan Open Tokio, Japan Tier III – 164.250 $ Hartplatz – 30E/32Q/16D/8Q                                          | Naoko Kijimuta Nana Miyagi          | Amy Frazier Rika Hiraki                | 6:3, 4:6, 6:4   |
| 13.04.  | Makarska International Ladies Makarska, Kroatien Tier IV – 107.500 $ Sandplatz (rot) – 32E/32Q/16D/7Q            | Květa Hrdličková                    | Li Fang                                | 6:3, 6:1        |
| 13.04.  | Makarska International Ladies Makarska, Kroatien Tier IV – 107.500 $ Sandplatz (rot) – 32E/32Q/16D/7Q            | Tina Križan Katarina Srebotnik      | Jewgenija Kulikowskaja Karin Kschwendt | 7:63, 6:1       |
| 20.04.  | Lotto-Westel 900 Budapest Open Budapest, Ungarn Tier IV – 107.500 $ Sandplatz (rot) – 32E/32Q/16D                | Virginia Ruano Pascual              | Silvia Farina                          | 6:4, 4:6, 6:3   |
| 20.04.  | Lotto-Westel 900 Budapest Open Budapest, Ungarn Tier IV – 107.500 $ Sandplatz (rot) – 32E/32Q/16D                | Virginia Ruano Pascual Paola Suárez | Cătălina Cristea Laura Montalvo        | 4:6, 6:1, 6:1   |
| 27.04.  | Croatian Bol Ladies Open Bol, Kroatien Tier IV – 107.500 $ Sandplatz (rot) – 28E/32Q/16D/8Q                      | Mirjana Lučić                       | Corina Morariu                         | 6:2, 6:4        |
| 27.04.  | Croatian Bol Ladies Open Bol, Kroatien Tier IV – 107.500 $ Sandplatz (rot) – 28E/32Q/16D/8Q                      | Laura Montalvo Paola Suárez         | Joannette Kruger Mirjana Lučić         | kampflos        |
| 27.04.  | Intersport Ladies Grand Prix Hamburg, Deutschland Tier II – 450.000 $ Sandplatz (rot) – 28/32Q/16D/3Q            | Martina Hingis                      | Jana Novotná                           | 6.3, 7:5        |
| 27.04.  | Intersport Ladies Grand Prix Hamburg, Deutschland Tier II – 450.000 $ Sandplatz (rot) – 28/32Q/16D/3Q            | Barbara Schett Patty Schnyder       | Martina Hingis Jana Novotná            | 7:63, 3:6, 6:3  |

### Mai
| Datum 1 | Turnier                                                                                               | Sieger(in)                          | Finalgegner(in)                        | Ergebnis      |
| ------- | --- | ----------------------------------- | -------------------------------------- | ------------- |
| 04.05.  | Campionati Internazionali d’Italia Rom, Italien Tier I – 926.250 $ Sandplatz (rot) – 56E/32Q/28D/7Q   | Martina Hingis                      | Venus Williams                         | 6:3, 3:6, 6:3 |
| 04.05.  | Campionati Internazionali d’Italia Rom, Italien Tier I – 926.250 $ Sandplatz (rot) – 56E/32Q/28D/7Q   | Virginia Ruano Pascual Paola Suárez | Amanda Coetzer Arantxa Sánchez Vicario | 7:61, 6:4     |
| 11.05.  | German Open Berlin, Deutschland Tier I – 926.250 $ Sandplatz (rot) – 56E/32Q/28D/3Q                   | Conchita Martínez                   | Amelie Mauresmo                        | 6:4, 6:4      |
| 11.05.  | German Open Berlin, Deutschland Tier I – 926.250 $ Sandplatz (rot) – 56E/32Q/28D/3Q                   | Lindsay Davenport Natallja Swerawa  | Alexandra Fusai Nathalie Tauziat       | 6:3, 6:0      |
| 18.05.  | Internationaux de Strasbourg Straßburg, Frankreich Tier III – 200.000 $ Sandplatz (rot) – 30E/32Q/16D | Irina Spîrlea                       | Julie Halard-Decugis                   | 7:65, 6:3     |
| 18.05.  | Internationaux de Strasbourg Straßburg, Frankreich Tier III – 200.000 $ Sandplatz (rot) – 30E/32Q/16D | Alexandra Fusai Nathalie Tauziat    | Yayuk Basuki Caroline Vis              | 6:4, 6:3      |
| 18.05.  | Open Páginas Amarillas Madrid, Spanien Tier III – 164.250 $ Sandplatz (rot) – 30E/32Q/16D             | Patty Schnyder                      | Dominique van Roost                    | 3:6, 6:4, 6:0 |
| 18.05.  | Open Páginas Amarillas Madrid, Spanien Tier III – 164.250 $ Sandplatz (rot) – 30E/32Q/16D             | Florencia Labat Dominique van Roost | Rachel McQuillan Nicole Pratt          | 6:3, 6:1      |
| 25.05.  | French Open Paris, Frankreich Grand Slam – 4.105.011 $ Sandplatz (rot) – 128E/64Q/64D/48M             | Arantxa Sánchez Vicario             | Monica Seles                           | 7:6, 0:6, 6:2 |
| 25.05.  | French Open Paris, Frankreich Grand Slam – 4.105.011 $ Sandplatz (rot) – 128E/64Q/64D/48M             | Martina Hingis Jana Novotná         | Lindsay Davenport Natallja Swerawa     | 6:1, 7:6      |
| 25.05.  | French Open Paris, Frankreich Grand Slam – 4.105.011 $ Sandplatz (rot) – 128E/64Q/64D/48M             | Venus Williams Justin Gimelstob     | Serena Williams Luis Lobo              | 6:4, 6:4      |

### Juni
| Datum 1 | Turnier                                                                                              | Sieger(in)                                    | Finalgegner(in)                               | Ergebnis                                      |
| ------- | --- | --------------------------------------------- | --------------------------------------------- | --------------------------------------------- |
| 08.06.  | DFS Classic Birmingham, Großbritannien Tier III – 164.250 $ Rasen – 48E/32Q/28D                      | Einzel ab den Halbfinals wegen Regen abgesagt | Einzel ab den Halbfinals wegen Regen abgesagt | Einzel ab den Halbfinals wegen Regen abgesagt |
| 08.06.  | DFS Classic Birmingham, Großbritannien Tier III – 164.250 $ Rasen – 48E/32Q/28D                      | Julie Halard-Decugis Els Callens              | Lisa Raymond Rennae Stubbs                    | 2:6, 6:4, 6:4                                 |
| 15.06.  | Heineken Trophy Rosmalen, Niederlande Tier III – 164.250 $ Rasen – 30E/16D                           | Julie Halard-Decugis                          | Miriam Oremans                                | 6:3, 6:4                                      |
| 15.06.  | Heineken Trophy Rosmalen, Niederlande Tier III – 164.250 $ Rasen – 30E/16D                           | Sabine Appelmans Miriam Oremans               | Cătălina Cristea Eva Melicharová              | 6:74, 7:66, 7:65                              |
| 15.06.  | Direct Line Insurance Ladies Eastbourne, Großbritannien Tier II – 450.000 $ Rasen – 28E/32Q/16D/8Q   | Jana Novotná                                  | Arantxa Sánchez Vicario                       | 6:1, 7:5                                      |
| 15.06.  | Direct Line Insurance Ladies Eastbourne, Großbritannien Tier II – 450.000 $ Rasen – 28E/32Q/16D/8Q   | Mariaan de Swardt Jana Novotná                | Arantxa Sánchez Vicario Natallja Swerawa      | 6:1, 6:3                                      |
| 22.06.  | Wimbledon Championships London, Großbritannien Grand Slam – 4.404.163 $ Rasen – 128E/64Q/64D/16Q/64M | Jana Novotná                                  | Nathalie Tauziat                              | 6:4, 7:6                                      |
| 22.06.  | Wimbledon Championships London, Großbritannien Grand Slam – 4.404.163 $ Rasen – 128E/64Q/64D/16Q/64M | Martina Hingis Jana Novotná                   | Lindsay Davenport Natallja Swerawa            | 6:3, 3:6, 8:6                                 |
| 22.06.  | Wimbledon Championships London, Großbritannien Grand Slam – 4.404.163 $ Rasen – 128E/64Q/64D/16Q/64M | Serena Williams Maks Mirny                    | Mirjana Lučić Mahesh Bhupathi                 | 6:4, 6:4                                      |

### Juli
| Datum 1 | Turnier | Sieger                             | Finalgegner                         | Ergebnis      |
| ------- | --- | ---------------------------------- | ----------------------------------- | ------------- |
| 06.07.  | Piberstein Styria Open Maria Lankowitz, Österreich Tier IV – 107.500 $ Sandplatz (rot) – 32E/32Q/16D        | Patty Schnyder                     | Gala León García                    | 6:2, 4:6, 6:3 |
| 06.07.  | Piberstein Styria Open Maria Lankowitz, Österreich Tier IV – 107.500 $ Sandplatz (rot) – 32E/32Q/16D        | Laura Montalvo Paola Suárez        | Tina Križan Katarina Srebotnik      | 6:1, 6:2      |
| 06.07.  | Škoda Czech Open Prag, Tschechien Tier III – 160.000 €$ Sandplatz (rot) – 32E/32Q/16D/7Q                    | Jana Novotná                       | Nathalie Tauziat                    | 6:3, 6:0      |
| 06.07.  | Škoda Czech Open Prag, Tschechien Tier III – 160.000 €$ Sandplatz (rot) – 32E/32Q/16D/7Q                    | Silvia Farina Karina Habšudová     | Květa Hrdličková Michaela Paštiková | 2:6, 6:1, 6:2 |
| 13.07.  | XI Internazionali Femminili di Tennis Palermo, Italien Tier IV – 107.500 $ Sandplatz (rot) – 32E/29Q/16D/6Q | Patty Schnyder                     | Barbara Schett                      | 6:1, 5:7, 6:2 |
| 13.07.  | XI Internazionali Femminili di Tennis Palermo, Italien Tier IV – 107.500 $ Sandplatz (rot) – 32E/29Q/16D/6Q | Pawlina Stojanowa Elena Wagner     | Barbara Schett Patty Schnyder       | 6:4, 6:2      |
| 13.07.  | Warsaw Cup by Heros Warschau, Polen Tier III – 164.250 $ Sandplatz (rot) – 30E/32Q/16D/3Q                   | Conchita Martínez                  | Silvia Farina                       | 6:0, 6:3      |
| 13.07.  | Warsaw Cup by Heros Warschau, Polen Tier III – 164.250 $ Sandplatz (rot) – 30E/32Q/16D/3Q                   | Karina Habšudová Olha Luhyna       | Liezel Horn Karin Kschwendt         | 7:62, 7:5     |
| 27.07.  | Bank of the West Classic Stanford, Vereinigte Staaten Tier II – 450.000 $ Hartplatz – 28E/30Q/16D/4Q        | Lindsay Davenport                  | Venus Williams                      | 6:4, 5:7, 6:4 |
| 27.07.  | Bank of the West Classic Stanford, Vereinigte Staaten Tier II – 450.000 $ Hartplatz – 28E/30Q/16D/4Q        | Lindsay Davenport Natallja Swerawa | Larisa Neiland Olena Tatarkowa      | 6:4, 6:4      |
| 27.07.  | Prokom Polish Open Sopot, Polen Tier IV – 107.500 $ Sandplatz (rot) – 32E/32Q/16D/5Q                        | Henrieta Nagyová                   | Elena Wagner                        | 6:3, 5:7, 6:1 |
| 27.07.  | Prokom Polish Open Sopot, Polen Tier IV – 107.500 $ Sandplatz (rot) – 32E/32Q/16D/5Q                        | Květa Hrdličková Helena Vildová    | Åsa Carlsson Seda Noorlander        | 6:3, 6:2      |

### August
| Datum 1 | Turnier                                                                                              | Sieger(in)                         | Finalgegner(in)                      | Ergebnis       |
| ------- | --- | ---------------------------------- | ------------------------------------ | -------------- |
| 03.08.  | Toshiba Tennis Classic San Diego, Vereinigte Staaten Tier II – 450.000 $ Hartplatz – 28E/32Q/16D/8Q  | Lindsay Davenport                  | Mary Pierce                          | 6:3, 6:1       |
| 03.08.  | Toshiba Tennis Classic San Diego, Vereinigte Staaten Tier II – 450.000 $ Hartplatz – 28E/32Q/16D/8Q  | Lindsay Davenport Natallja Swerawa | Alexandra Fusai Nathalie Tauziat     | 6:2, 6:1       |
| 03.08.  | Enka Ladies Open Istanbul, Türkei Tier IV – 107.500 $ Hartplatz – 32E/32Q/16D/4Q                     | Henrieta Nagyová                   | Wolha Barabanschtschykawa            | 6:4, 3:6, 7:69 |
| 03.08.  | Enka Ladies Open Istanbul, Türkei Tier IV – 107.500 $ Hartplatz – 32E/32Q/16D/4Q                     | Meike Babel Laurence Courtois      | Åsa Carlsson Florencia Labat         | 6:0, 6:2       |
| 10.08.  | Acura Classic Manhattan Beach, Vereinigte Staaten Tier II – 450.000 $ Hartplatz – 28E/32Q/16D/8Q     | Lindsay Davenport                  | Martina Hingis                       | 4:6, 6:4, 6:3  |
| 10.08.  | Acura Classic Manhattan Beach, Vereinigte Staaten Tier II – 450.000 $ Hartplatz – 28E/32Q/16D/8Q     | Martina Hingis Natallja Swerawa    | Tamarine Tanasugarn Olena Tatarkowa  | 6:4, 6:2       |
| 10.08.  | Boston Cup Boston, Vereinigte Staaten Tier III – 164.250 $ Hartplatz – 30E/32Q/16D                   | Mariaan de Swardt                  | Barbara Schett                       | 3:6, 7:64, 7:5 |
| 10.08.  | Boston Cup Boston, Vereinigte Staaten Tier III – 164.250 $ Hartplatz – 30E/32Q/16D                   | Lisa Raymond Rennae Stubbs         | Mariaan de Swardt Mary Joe Fernández | 6:4, 6:4       |
| 17.08.  | du Maurier Open Montreal, Kanada Tier I – 926.250 $ Hartplatz – 56E/26Q/28D                          | Monica Seles                       | Arantxa Sánchez Vicario              | 6:3, 6:2       |
| 17.08.  | du Maurier Open Montreal, Kanada Tier I – 926.250 $ Hartplatz – 56E/26Q/28D                          | Martina Hingis Jana Novotná        | Yayuk Basuki Caroline Vis            | 6:3, 6:4       |
| 24.08.  | Pilot Pen International New Haven, Vereinigte Staaten Tier II – 450.000 $ Hartplatz – 28E/32Q/16D/7Q | Steffi Graf                        | Jana Novotná                         | 6:4, 6:1       |
| 24.08.  | Pilot Pen International New Haven, Vereinigte Staaten Tier II – 450.000 $ Hartplatz – 28E/32Q/16D/7Q | Alexandra Fusai Nathalie Tauziat   | Mariaan de Swardt Jana Novotná       | 6:1, 6:0       |
| 31.08.  | US Open New York, Vereinigte Staaten Grand Slam – 6.012.000 $ Hartplatz – 128E/128Q/64D/16Q/32M      | Lindsay Davenport                  | Martina Hingis                       | 6:3, 7:5       |
| 31.08.  | US Open New York, Vereinigte Staaten Grand Slam – 6.012.000 $ Hartplatz – 128E/128Q/64D/16Q/32M      | Martina Hingis Jana Novotná        | Lindsay Davenport Natallja Swerawa   | 6:3, 6:3       |
| 31.08.  | US Open New York, Vereinigte Staaten Grand Slam – 6.012.000 $ Hartplatz – 128E/128Q/64D/16Q/32M      | Serena Williams Maks Mirny         | Lisa Raymond Patrick Galbraith       | 6:2, 6:2       |

### September
| Datum 1 | Turnier                                                                         | Sieger                      | Finalgegner                                | Ergebnis      |
| ------- | ------------------------------------------------------------------------------- | --------------------------- | ------------------------------------------ | ------------- |
| 14.09.  | Fed Cup, Finale Genf, Schweiz, Hartplatz                                        | Spanien                     | Schweiz                                    | 3:2           |
| 21.09.  | Toyota Princess Cup Tokio, Japan Tier II – 450.000 $ Hartplatz – 28E/32Q/16D/8Q | Monica Seles                | Arantxa Sánchez Vicario                    | 4:6, 6:3, 6:4 |
| 21.09.  | Toyota Princess Cup Tokio, Japan Tier II – 450.000 $ Hartplatz – 28E/32Q/16D/8Q | Anna Kurnikowa Monica Seles | Mary Joe Fernández Arantxa Sánchez Vicario | 6:4, 6:4      |
| 28.09.  | Compaq Grand Slam Cup München, Deutschland ITF – 2.450.000 $ Hartplatz – 8E     | Venus Williams              | Patty Schnyder                             | 6:2, 3:6, 6:2 |

### Oktober
| Datum 1 | Turnier | Sieger                             | Finalgegner                            | Ergebnis               |
| ------- | --- | ---------------------------------- | -------------------------------------- | ---------------------- |
| 05.10.  | Porsche Tennis Grand Prix Filderstadt, Deutschland Tier II – 450.000 $ Hartplatz (Halle) – 28E/32Q/16D/8Q  | Sandrine Testud                    | Lindsay Davenport                      | 7:5, 6:3               |
| 05.10.  | Porsche Tennis Grand Prix Filderstadt, Deutschland Tier II – 450.000 $ Hartplatz (Halle) – 28E/32Q/16D/8Q  | Lindsay Davenport Natallja Swerawa | Anna Kurnikowa Arantxa Sánchez Vicario | 6:4, 6:2               |
| 12.10.  | European Championships / Swisscom Zürich, Schweiz Tier I – 926.250 $ Teppich (Halle) – 28E/32Q/16D/4Q      | Lindsay Davenport                  | Venus Williams                         | 7:5, 6:3               |
| 12.10.  | European Championships / Swisscom Zürich, Schweiz Tier I – 926.250 $ Teppich (Halle) – 28E/32Q/16D/4Q      | Serena Williams Venus Williams     | Mariaan de Swardt Olena Tatarkowa      | 5:7, 6:1, 6:3          |
| 19.10.  | MGTS Kremlin Cup Rostelecom - Salem Moskau, Russland Tier I – 1.000.000 $ Teppich (Halle) – 28E/32Q/16D/8Q | Mary Pierce                        | Monica Seles                           | 7:62, 6:3              |
| 19.10.  | MGTS Kremlin Cup Rostelecom - Salem Moskau, Russland Tier I – 1.000.000 $ Teppich (Halle) – 28E/32Q/16D/8Q | Mary Pierce Natallja Swerawa       | Lisa Raymond Rennae Stubbs             | 6:3, 6:4               |
| 26.10.  | Seat Open Luxembourg Luxemburg, Luxemburg Tier III – 164.250 $ Teppich (Halle) – 30E/32Q/16D/3Q            | Mary Pierce                        | Silvia Farina                          | 6:0, 2:0 Aufgabe       |
| 26.10.  | Seat Open Luxembourg Luxemburg, Luxemburg Tier III – 164.250 $ Teppich (Halle) – 30E/32Q/16D/3Q            | Jelena Lichowzewa Ai Sugiyama      | Larisa Neiland Olena Tatarkowa         | 6:73, 6:3, 2:0 Aufgabe |
| 26.10.  | Challenge Bell Québec, Kanada Tier III – 164.250 $ Teppich (Halle) – 30E/25Q/16D/3Q                        | Tara Snyder                        | Chanda Rubin                           | 4:6, 6:4, 7:6          |
| 26.10.  | Challenge Bell Québec, Kanada Tier III – 164.250 $ Teppich (Halle) – 30E/25Q/16D/3Q                        | Lori McNeil Kimberly Po            | Chanda Rubin Sandrine Testud           | 6:7, 7:5, 6:4          |

### November
| Datum 1 | Turnier | Sieger                             | Finalgegner                      | Ergebnis           |
| ------- | --- | ---------------------------------- | -------------------------------- | ------------------ |
| 02.11.  | Sparkassen Cup International Damen Tennis Leipzig, Deutschland Tier II – 450.000 $ Teppich (Halle) – 28E/32Q/16D/6Q   | Steffi Graf                        | Nathalie Tauziat                 | 6:3, 6:4           |
| 02.11.  | Sparkassen Cup International Damen Tennis Leipzig, Deutschland Tier II – 450.000 $ Teppich (Halle) – 28E/32Q/16D/6Q   | Jelena Lichowzewa Ai Sugiyama      | Manon Bollegraf Irina Spîrlea    | 6:3, 6:72, 6:2     |
| 09.11.  | Advanta Championships Philadelphia, Vereinigte Staaten Tier II – 450.000 $ Teppich (Halle) – 28E/32Q/16D/4Q           | Steffi Graf                        | Lindsay Davenport                | 4:6, 6:3, 6:4      |
| 09.11.  | Advanta Championships Philadelphia, Vereinigte Staaten Tier II – 450.000 $ Teppich (Halle) – 28E/32Q/16D/4Q           | Jelena Lichowzewa Ai Sugiyama      | Monica Seles Natallja Swerawa    | 7:5, 4:6, 6:2      |
| 16.11.  | Volvo Women’s Open Pattaya, Thailand Tier IV – 107.500 $ Hartplatz – 32E/26Q/16D/5Q                                   | Julie Halard-Decugis               | Li Fang                          | 6:1, 6:2           |
| 16.11.  | Volvo Women’s Open Pattaya, Thailand Tier IV – 107.500 $ Hartplatz – 32E/26Q/16D/5Q                                   | Els Callens Julie Halard-Decugis   | Rika Hiraki Aleksandra Olsza     | 3:6, 6:2, 6:2      |
| 16.11.  | Chase Championships of the Corel WTA Tour New York, Vereinigte Staaten Masters - 2.000.000 $ Teppich (Halle) - 16E/8D | Martina Hingis                     | Lindsay Davenport                | 7:5, 6:4, 4:6, 6:2 |
| 16.11.  | Chase Championships of the Corel WTA Tour New York, Vereinigte Staaten Masters - 2.000.000 $ Teppich (Halle) - 16E/8D | Lindsay Davenport Natallja Swerawa | Alexandra Fusai Nathalie Tauziat | 6:76, 7:5, 6:3     |